# Chorthippus albomarginatus
Espèce
Chorthippus albomarginatus, le Criquet marginé, est une espèce de criquets de la famille des Acrididae.

## Dénominations
Cette espèce a été nommée Chorthippus albomarginatus par De Geer en 1773.
Synonymes : Chorthippus albomarginatus albomarginatus De Geer 1773; Chorthippus elegans Charpentier, 1825.

## Taxonomie
La « sous-espèce nominative » (celle présente en France suppose-t-on) est largement répandue, au nord jusqu’en Scandinavie moyenne, à l’est jusqu’en Sibérie occidentale. L'holotype de l'espèce est un individu femelle, probablement récoltée dans une prairie située non loin de Lövstabruck (N 60° 24’, E 17° 53’, province : Uppland, département : Uppsala), commune où Charles de Geer avait un manoir (où il est mort). Cet exemplaire est aujourd'hui conservé au Musée d’histoire naturelle de Stockholm. La (re)découverte de cet holotype « invalide les néotypes désignés par HARZ (1975) ».
La littérature cite d'autres sous-espèces dont :
- Ch. a. hakkaricus Demirsov 1979, en Turquie[2] ;
- Ch. a. karelini (Uvarov, 1910) dans le sud-est de la Russie (région d’Orenbourg), le Kazakhstan, l’Iran, l’Asie Centrale et la Turquie[2] ;
- Ch. a. caliginosus Mishchenko 1951, dans le nord de la Chine (ces deux derniers taxons sont même considérés parfois comme espèces valides)[2].

Dans les Balkans C. albomarginatus disparait au profit de C. dichrous (Eversmann, 1859), une espèce très proche à la suite du transfert dans ce musée de la collection De Geer par C. J. Sundevall en 1834.

## Description

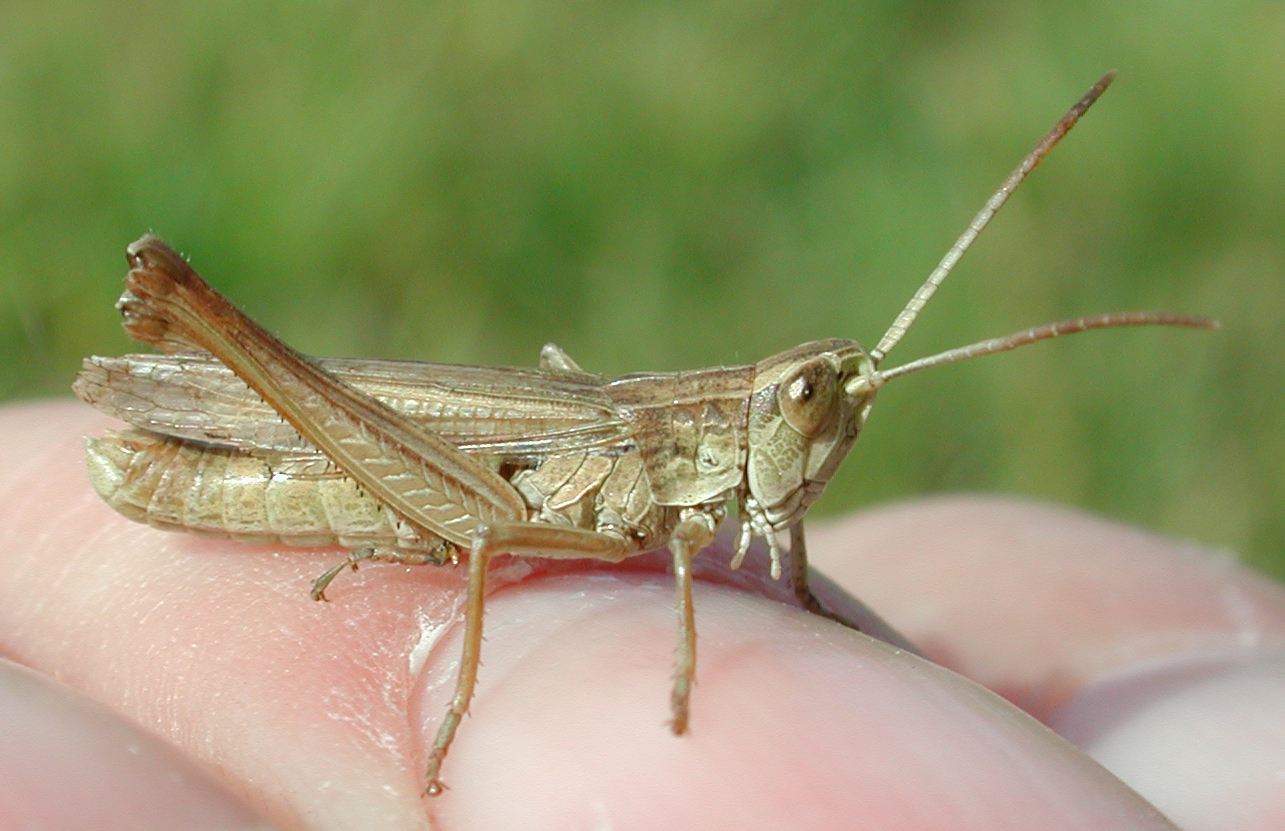
Chorthippus albomarginatus - mâle

Le mâle mesure 13 à 15 mm et la femelle 18 à 21 mm.
Colorations variables : brun, gris, jaunâtre, vert, chez le mâle; beige ou brun clair avec une bande verte dorsale chez la femelle. Une bande blanche longitudinale souligne le bord inférieur des élytres (d'où le nom vernaculaire « marginé »), mais elle est souvent absente chez le mâle. Dans les deux sexes, les carènes latérales du pronotum sont presque rectilignes.

## Distribution
Ce criquet de distribution eurosibérienne (également présent en Chine) est signalé de tous les pays d'Europe occidentale, plus fréquent dans les zones littorales ; en France, il semble absent de la plupart des départements de l'est et du sud (Corse comprise).

## Biotope et stridulation
Ce criquet affectionne les prairies denses humides à moyennement humides, les prés salés dans les zones littorales, il est en régression dans des régions où se réduit son habitat favori. Les adultes se montrent de juin à octobre.
Le chant est constitué de 2 à 6 accents très brefs, durant moins d'une seconde, répétés toutes les deux secondes, les séries étant reprises à intervalles irréguliers. Comme chez Chorthippus brunneus, le Criquet duettiste, il arrive que des mâles en compétition alternent leurs chants.